# Nederlands kampioenschap bandstoten 2019
Het Nederlands kampioenschap bandstoten 2018-2019 wordt gespeeld op 9 en 10 februari 2019 in het gebouw van Sociëteit De Harmonie in Groningen. Er wordt gespeeld in twee poules van elk vier spelers waarvan de nummers 1 en 2 overgaan naar de finalepoule om de plaatsen 1 t/m 4 en de nummers 3 en 4 naar de finalepoule om de plaatsen 5 t/m 8. 

## Plaatsing voor het toernooi
Het bestuur van de KNBB heeft 10 inschrijvingen geaccepteerd. Daarvan zijn Michel van Silfhout, Jean Paul de Bruijn, Raymund Swertz, Sam van Etten en Rene Tull op basis van de doorlopende ranglijst vrijgesteld van het spelen van voorwedstrijden. Dave Christiani, Jos Bongers, Wiel van Gemert, Dennis Timmers en Gert-Jan Veldhuizen spelen op 12 januari in Rosmalen in een kwalificatiepoule om de resterende drie plaatsen.